# Бутлар, Рудольф фон
Рудольф фон Бутлар (23 марта 1802, Кассель — 3 января 1875, Эльберсберг) — германский учёный-лесовод, опытник, изобретатель и политик.

## Биография
Образование получил во Фрайбергской горной академии и в Гёттингенском университете. После завершения учёбы в течение тридцати лет управлял лесами в своих имениях Эльберберг (Гласгюттенфорст), недалеко от Мюндена (Пруссия, Гессен-Кассель), и Зигенхагенере в северном Гессене. С 1833 по 1848 год был депутатом постоянной ассамблеи гессенского курфюрства от Димельсторма, представляя консервативную партию, в 1851 году был представителем курфюрства Гессен в Дрездене.
Изобрёл новый способ посадки саженцев лесных деревьев, описанный им в сочинении «Forstkulturverfahren» (1853), быстро принятый в профессиональных кругах; в скором времени он стал описываться практически в любом учебнике по лесоводству. Этот способ, отличавшийся сравнительной дешевизной, был применим только на рыхлых почвах и состоял в том, что ямки для саженцев — 1-летней сосны и 2-летних других древесных пород — готовились особым чугунным коротким (не более 10—12 дюймов длины) колом весом около 6 фунтов. Кол имел форму четырехгранной остроконечной пирамиды с закруглёнными ребрами; посередине в нём часто имелось продольное отверстие для подвешивания его при переноске к поясу рабочего; короткая и цельная с колом ручка была расположена под тупым к нему углом и обшивалась кожей. Хотя этот сажальный кол и называется именем Бутлара, но он был описан уже в 1715 году Иоганном Эльсгольтценсом под названием plantator buxi, так как изготовлялся в то время чаще из самшита, чем из железа. Употребление кола было довольно своеобразно: рабочий, наклоняясь к поверхности почвы, бросал перед собой кол так, чтобы он поглубже воткнулся в почву заострённым концом в вертикальном положении. Затем, вынув кол из почвы, из особой корзинки брали саженец, помещали его корни в сделанную колом ямку, и, придерживая его левой рукой в том положении, какое он должен иметь в ямке, прижимали к корням землю, вторично втыкая кол в почву рядом с первой ямкой в наклонном положении и приводя потом в вертикальное состояние. Посадка по этому способу шла весьма быстро, поэтому один рабочий при стандартных условиях и некотором опыте мог высадить в день около 750—1200 саженцев, сам приготовляя для них ямки. Но если корни деревец обсыпали в ямках дерновой золой, то это число сокращалось до 450—500 штук. Всего в имениях Бутлара по его методу было посажено около 5 миллионов деревьев. Работа колом Бутлара вместе с тем была довольно утомительна для рабочих, и потому его кол уже в конце XIX века заменяли иными орудиями.
Как учёный Бутлар высказывался в пользу искусственного восстановления лесов и был сторонником распространения лесов смешанного типа.